# Thomas van Leent

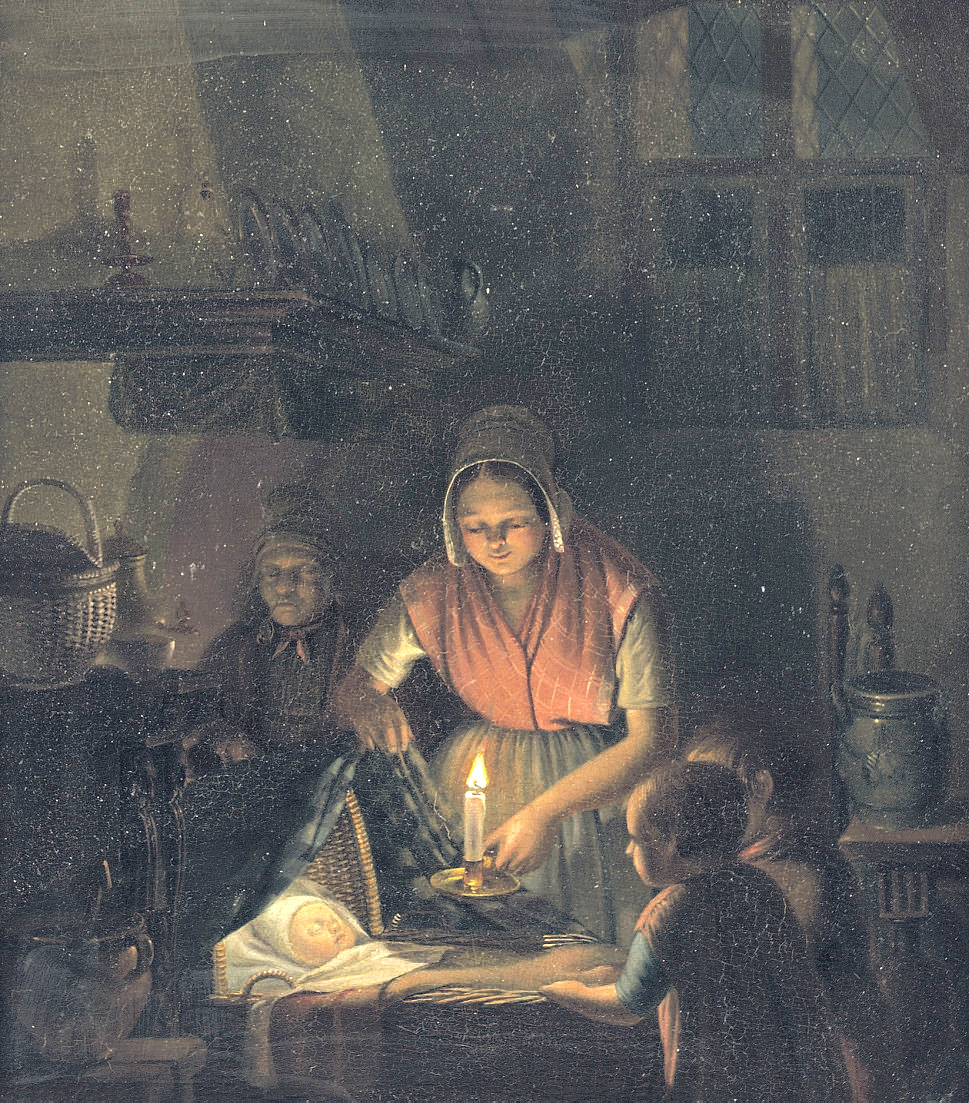
Bewundern des Neugeborenen bei Kerzenschein

Thomas van Leent  (* 6. Dezember 1807 in Princenhage in der Gemeinde Breda; † 12. Februar 1882 in Den Bosch) war ein niederländischer Maler und Lithograf.
Er studierte an der Königlichen Schule für Nützliche und Bildende Künste in Den Bosch bei Henricus Turken, Antoon van Bedaff, Pieter Barbiers und Dominicus Franciscus du Bois.
In allen seinen Bildern dominiert die Dunkelheit, die nur lokal durch das Licht von Kerzen oder Öllampen erleuchtet wird. Neben Genreszenen malte er Stillleben, vor allem mit Früchten. Er hat auch lithographiert.
Er zeigte seine Werke von 1825 bis 1855 auf den Ausstellungen in Den Bosch. Amsterdam und Den Haag.